# به اجاقت قسم
به اُجاقت قسم چهارمین کتاب محمد بهمن بیگی است که انتشارات نوید شیراز برای اولین بار در سال ۱۳۷۹ آن را منتشر کرد. این کتاب همان‌طور که از عنوان فرعی آن پیداست شامل خاطرات آموزشی بهمن بیگی در آموزش عشایر است. بعضی از این خاطرات به شکل داستان روایت شده‌اند و برخی دیگر لحن گزارش دارند. بهمن بیگی در این قطعات، خاطراتی از جنبه‌های گوناگون آموزش عشایر را روایت می‌کند.